# Adenoskleros
Adenoskleros är en körtelförhårdning orsakad av bindvävdsökning i körtelvävnaden. Uttrycket används om körtlar i allmänhet, dock oftast om lymfkörtlar. Körtlarna kan i detta tillstånd förstoras (till exempel adenoskleros av lymfkörtlar vid syfilis eller tuberkulos) eller förminskas (till exempel senil adenoskleros).
Särskilt de tuberkulösa, adenosklerotiskt förändrade körtlarna brukar ofta, när den sjukliga processen utläkes, utsättas för en mer eller mindre höggradig förkalkning.